# Theresa Bernstein

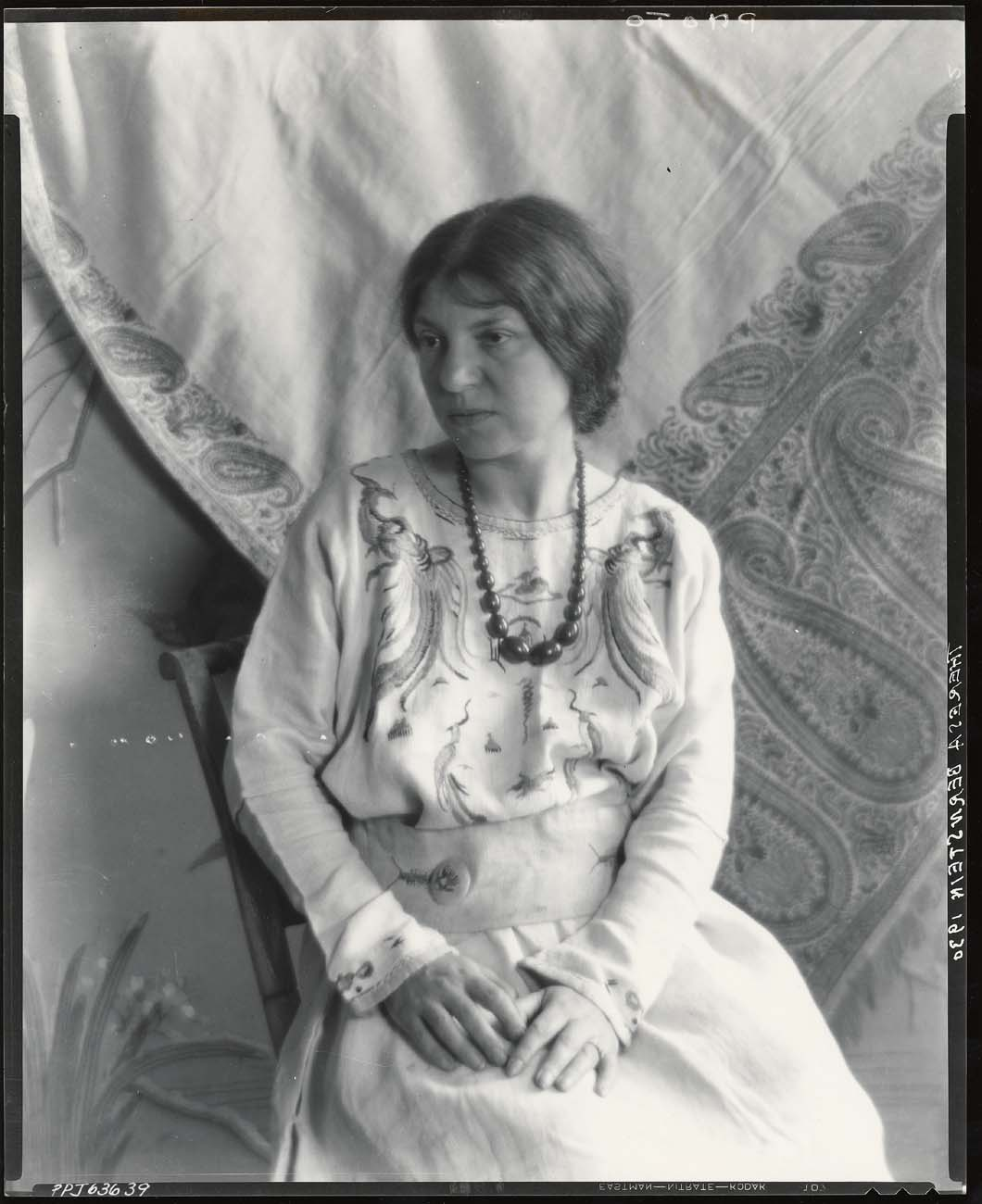
Theresa Bernstein, 1930 (Foto: Peter A. Juley & Son)

Theresa Ferber Bernstein-Meyerowitz (geb. 1. März 1890 in Krakau; gest. 13. Februar 2002 in New York City) war eine US-amerikanische Künstlerin und Schriftstellerin, die in Krakau im heutigen Polen geboren wurde und in Philadelphia aufwuchs. Ihre künstlerische Ausbildung erhielt sie in Philadelphia und New York City. Im Laufe von fast einem Jahrhundert schuf sie Hunderte von Gemälden und andere Kunstwerke sowie mehrere Bücher und Zeitschriften.
Bernstein und ihr Ehemann William Meyerowitz, der ebenfalls Künstler war, lebten und arbeiteten in Manhattan und Gloucester (Massachusetts). Sie malte Porträts und Szenen des täglichen Lebens sowie Reflexionen über die großen Themen ihrer Zeit in einem modernen Stil, der sich vom Realismus zum Expressionismus entwickelte. Sie war in mehreren Kunstvereinen aktiv und förderte sowohl die Arbeit ihres Mannes als auch ihre eigene. Ihre Werke befinden sich in Dutzenden von Museen und Privatsammlungen in den Vereinigten Staaten und im Ausland. Sie blieb ihr ganzes Leben lang aktiv und wurde anlässlich ihres 110. Geburtstags mit einer Einzelausstellung von 110 Kunstwerken geehrt.
Sie war auch Autorin mehrerer Bücher, darunter eine Biografie ihres Mannes und ein Tagebuch über ihre zahlreichen Reisen nach Israel.
Sie starb im Jahr 2002, nur wenige Wochen vor ihrem 112. Geburtstag, und gilt somit auch als Supercentenarian.

## Biografie

### Frühes Leben
Theresa Ferber Bernstein wurde am 1. März 1890 in Krakau (im heutigen Polen) geboren und war das einzige Kind von Isidore Bernstein, einem jüdischen Textilfabrikanten und seiner Frau Anne (geb. Ferber) Bernstein, einer versierten Pianistin. Die Familie wanderte in die Vereinigten Staaten aus, als Theresa ein Jahr alt war. Sie zeigte schon früh Interesse an der Kunst und begann bereits in jungen Jahren zu zeichnen und zu malen. Als junge Frau reiste sie mehrmals mit ihrer Mutter nach Europa, wo sie sich von Künstlern des neuen Expressionismus wie Wassily Kandinsky, Franz Marc und Edvard Munch beeindruckt zeigte.

### Ausbildung
Bernstein schloss im Juni 1907, im Alter von 17 Jahren, die William D. Kelley School in Philadelphia ab. Noch im gleichen Jahr erhielt sie ein Stipendium an der Philadelphia School of Design for Women, dem heutigen Moore College of Art and Design, wo sie u. a. bei Harriet Sartain, Elliott Daingerfield, Henry B. Snell und Daniel Garber studierte. 1911 schloss sie ihr Studium mit einer Auszeichnung für allgemeine Leistungen ab (1992 verlieh ihr das College die Ehrendoktorwürde). 1912 ließ sie sich in Manhattan nieder und schrieb sich an der Art Students League of New York ein, wo sie bei William Merritt Chase Unterricht in Lebens- und Porträtmalerei nahm.

### Familie
1917 lernte sie ihren zukünftigen Ehemann William Meyerowitz kennen, der ebenfalls Künstler war, und sie heirateten am 7. Februar 1919 in Philadelphia. Ihr einziges Kind, ein Mädchen namens Isadora, starb im Säuglingsalter. Sie lebten in New York City und verbrachten die Sommer in den 1920er Jahren in Gloucester in Massachusetts. Im Jahr 1923 reiste das Paar gemeinsam ins Ausland.
Anfangs waren Bernsteins Verkäufe und Kritiken um einiges besser als die ihres Mannes, doch mit der Zeit schwand ihr Ansehen aufgrund des nachlassenden Interesses an realistischen Themen, obwohl sich beide als “Malerpaar” präsentierten. Während der Weltwirtschaftskrise unterrichteten Bernstein und ihr Mann weiterhin in ihren Ateliers in Manhattan und Gloucester und verkauften Grafiken, um ihr Einkommen aufzubessern. Sie engagierten sich in der zionistischen Bewegung und besuchten das Land nach der Gründung des Staates Israel innerhalb von 30 Jahren 13 Mal.
Bis zum Tod ihres Mannes im Jahr 1981 förderte Bernstein seine Werke und schuf gleichzeitig ihre eigenen. Sie erklärte; „dass sie es nicht für nötig hielt, mit ihm zu konkurrieren, da sie von Natur aus keine Konkurrentin war“.
Bernstein und Meyerowitz standen zwei ihrer Nichten, Laura Nyro und Barbara Meyerowitz (alias Barbara DeAngelis), sehr nahe und unterstützten deren musikalische Ausbildung. Nach dem Tod ihres Mannes entwickelte Bernstein eine enge Beziehung zu DeAngelis' jüngstem Sohn, Keith Carlson, der ihre Beziehung für eine von der City University of New York eingerichtete Webseite im Namen der Künstlerin dokumentierte.

### Tod
Bernstein und ihr Ehemann lebten jahrzehntelang in einem angemieteten Loft-Appartement in der 54 West 74th Street in der Upper West Side von Manhattan, nur einen Block vom Central Park West entfernt. Dieses Studio war ihr Zuhause, als sie am 13. Februar 2002 im Mount Sinai Hospital kurz vor ihrem 112. Geburtstag starb.

## Karriere

### Künstlerischer Stil und Themen

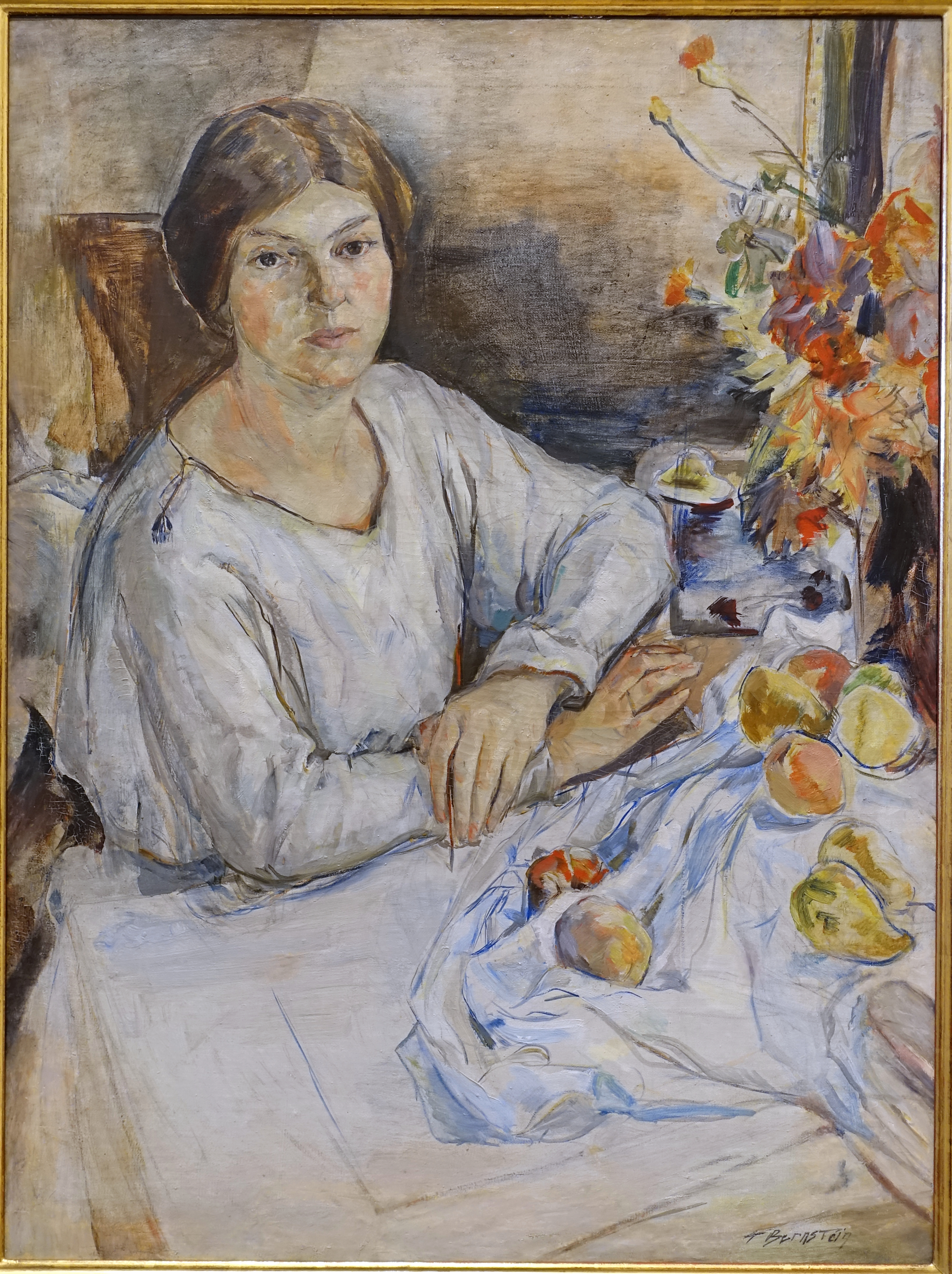
Theresa Bernstein, Selbstporträt, um 1920, Öl auf Leinwand – Cape Ann Museum Gloucester, MA – DSC01453

1913 besuchte sie die Armory Show, die erste große Ausstellung moderner Kunst in Amerika und bewunderte den Stil von Robert Henri, einem Mitbegründer der Ashcan School des amerikanischen Realismus, und seine Art, das alltägliche Drama der Stadt darzustellen. Beeinflusst wurde sie auch von John French Sloan, Stuart Davis und anderen Vertretern dieser Bewegung. Laut der Kunsthistorikerin Gail Levin war Bernstein eine Zeit lang populärer als der bekannte Maler des amerikanischen Realismus Edward Hopper, obwohl sich Bernsteins Stil im Laufe der Zeit mehr zum Expressionismus hin orientierte. Im Gegensatz zu abstrakten Künstlern blieb Bernstein jedoch der Figuration verpflichtet und entschied sich stets für den Bezug zum realen Leben und zu den Menschen.
In ihren Gemälden stellte sie die großen Themen ihrer Zeit dar: die Frauenwahlrechtsbewegung, den Ersten Weltkrieg, den Jazz, die Notlage der Einwanderer, die Arbeitslosigkeit und die Rassendiskriminierung. Sie malte auch Porträts ihres Mannes und anderer Personen, darunter der polnische Musiker und Politiker Ignacy Jan Paderewski, der Jazzmusiker Charlie Parker und die Entertainerin Judy Garland. Ihr Atelier in der Nähe des Bryant Parks und des Times Square ermöglichte es ihr, einen Querschnitt der New Yorker Bevölkerung zu malen, wobei sie mit großen Pinselstrichen und kräftigen Farben die Vitalität ihrer Motive darstellte. Auf Coney Island und später während ihrer Sommer in Gloucester malte sie Häfen, Strände, Fische und Stillleben.
Frühe Kritiker lobten ihre “männliche Vision”, während unter neueren Gelehrten eher von einer “ausgesprochen weiblichen Sensibilität” die Rede ist. In der von Männern dominierten Kunstwelt ihrer Zeit wurde Bernstein, wie viele andere Künstlerinnen, häufig übersehen. Um Diskriminierung zu vermeiden, signierte sie ihre Werke oft mit T. Bernstein oder nur mit ihrem Nachnamen.

### Verbände
Bernstein gehörte zu den Philadelphia Ten, einer einflussreichen Gruppe von Künstlerinnen, außerdem war sie Mitglied der National Association of Women Artists, der Society of American Graphic Artists und der North Shore Art Association. Ihre Werke wurden in der National Academy of Design und der von ihr mitbegründeten Society of Independent Artists ausgestellt.

### Ausstellungen (Auswahl)
- 1919: Erste Einzelausstellung in der Milch Gallery in New York City.[7][24]
- 1930: Das Baltimore Museum of Art veranstaltete gleichzeitig Einzelausstellungen für Bernstein und ihren Ehemann, um sie beim Aufbau ihrer individuellen Karrieren zu unterstützen.[13]
- 1990: Echoes of New York: The Paintings of Theresa Bernstein, kuratiert von der Kunsthistorikerin Michele Cohen, Museum of the City of New York.[18][25][20]
- 1998: Theresa Bernstein: A Seventy-Year Retrospective, Joan Whalen Fine Art, New York City.[20][26][27]
- 2000: Theresa Bernstein: An Early Modernist – Einzelausstellung von 110 Kunstwerken Bernsteins anlässlich ihres 110. Geburtstags in Anwesenheit der Künstlerin, Jo-An Fine Art in New York City.[20][22]
- 2014: Theresa Bernstein: A Century in Art: Retrospektive Ausstellung von 44 ihrer Werke aus öffentlichen und privaten Sammlungen, organisiert von der Kunsthistorikerin Gail Levin, Franklin & Marshall College in Lancaster (Pennsylvania).[6]

Insgesamt hatte Bernstein im Laufe ihres Lebens mehr als 40 Einzelausstellungen.

### Bildende Kunst

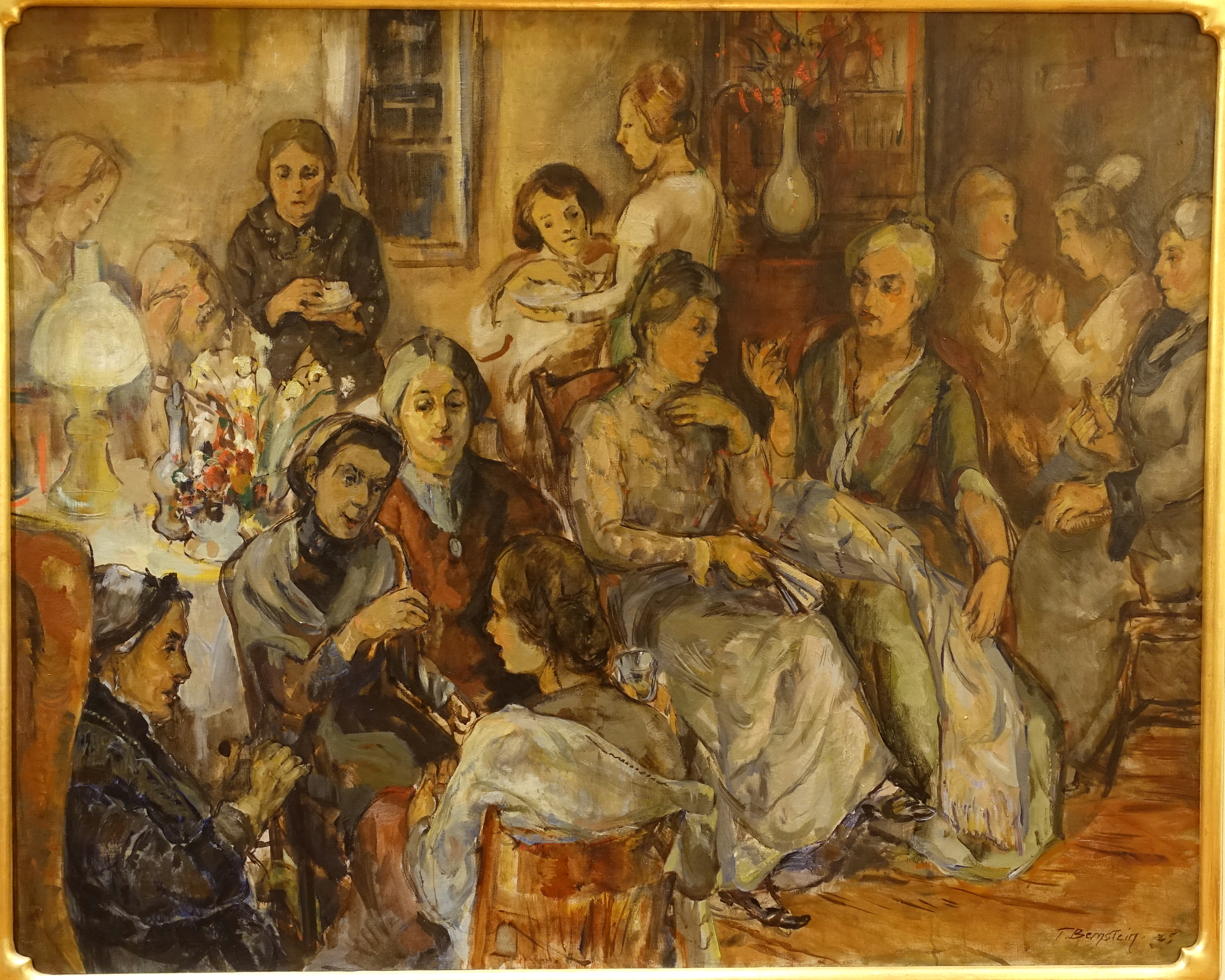
New England Ladies, von Theresa Bernstein, 1925, Öl auf Leinwand – Cape Ann Museum – Gloucester, MA – DSC01012

Unter Bernsteins Hunderten von Werken sind die folgenden von besonderem Interesse:
- Gypsy (1909), eines ihrer frühesten Gemälde, das im Stil des New Yorker Realismus gehalten ist.[2]
- The Readers (1914), basiert auf den vielen Stunden, die sie in der New York Public Library verbrachte, um zu lesen und die Menschen um sie herum zu skizzieren.[21]
- Self-Portrait (1914), das den Einfluss des Fauvismus zeigt, aber noch in der Tradition des amerikanischen Realismus steht.[28]
- Girlhood (1921), ein für ihr Werk der 1920er Jahre typisches Porträt.[29] Das Gemälde wurde 1923 vom Kunstsammler Duncan Phillips, ihrem ersten Museumsmäzen, für die Phillips Collection, die früher Phillips Memorial Gallery hieß, erworben.[9]
- The First Orchestra in America, ein Ölgemälde auf Leinwand im Postamt von Manheim (Pennsylvania), das von der Abteilung für bildende Kunst des Finanzministeriums (englisch Treasury Section of Fine Arts) in Auftrag gegeben und 1938 fertiggestellt wurde.[30]

Eine umfangreiche Galerie von Bernsteins Gemälden ist auf der Webseite der City University of New York zu finden, die ihrem Leben und Werk gewidmet ist.

### Sammlungen
Bernsteins Werke befinden sich in einer Reihe von Museen und anderen ständigen Sammlungen, darunter:
- The Phillips Collection[9]
- Jewish Museum (New York City)[28]
- National Gallery of Art[32][33]
- Smithsonian American Art Museum[10]
- Harvard Art Museums[34]
- Metropolitan Museum of Art[5]
- New York Public Library[5]
- Boca Raton Museum of Art in Florida[4][5]

### Publikationen (Auswahl)
- Mit E. Sheppard Brown, Mary Bayne Bugbird, Carlo Ciampaglia, Alpheus P. Cole et al: Imaginative paintings by thirty young artists of New York City : on exhibition from April 2nd to April 16th (inclusive) at the Knoedler Galleries, 556 Fifth Avenue, through the courtesy of Mr. Roland Knoedler., 1917. OCLC 66900404
- Mit Arthur Clifton Goodwin, Louis Kronberg und dem Detroit Institute of Arts: Group exhibition of paintings by Louis Kronberg, Theresa F. Bernstein and Arthur C. Goodwin : December 2nd to December 31st, 1919. OCLC 85216553
- Mit Charles Alston, Walter Brightwell, Alfred Chadbourn und William F. Draper: Painters in oil : abbreviated biographies 1970. OCLC 970659355
- William Meyerowitz: The Artist Speaks, eine Biografie über ihren Ehemann (1986).[35]
- The Poetic Canvas, 1989.[36]
- Artist file : miscellaneous uncataloged material. OCLC 81432259
- The sketchbook, 1992. OCLC 36680420
- Rabbitville, 1998. OCLC 84953893
- The Journal[37]
- Israeli Journal,[38] in dem sie über ihre zahlreichen Reisen nach Israel und ihre Reflexionen über ihr jüdisches Erbe berichtet (ursprünglich 1994 veröffentlicht).[7][39]